# Учиноура
Учиноура (на японски: 内之浦町, по английската Система на Хепбърн Uchinoura) е бивш град в област Кимоцуки, префектура Кагошима, Япония. През 2003 г. населението на града е 4577 души с плътност 25,52 души на km2. Общата му площ е била 179,36 km.
На 1 юли 2005 г. е слят с град Кояма, като формират новия град Кимоцуки.
Космически център Учиноура е наречен на града и е построен преди сливането.

## Известни личности
- Шин Коямада — холивудски актьор